# Sông Lô (huyện)
Sông Lô là một huyện thuộc tỉnh Vĩnh Phúc, Việt Nam.

## Địa lý
Huyện Sông Lô nằm ở phía tây tỉnh Vĩnh Phúc, có vị trí địa lý: 
- Phía đông giáp huyện Lập Thạch
- Phía tây giáp huyện Phù Ninh, tỉnh Phú Thọ
- Phía nam giáp thành phố Việt Trì, tỉnh Phú Thọ
- Phía bắc giáp huyện Sơn Dương, tỉnh Tuyên Quang.

Đây là địa phương có tuyến đường cao tốc Nội Bài – Lào Cai đi qua.

## Hành chính
Huyện Sông Lô có 14 đơn vị hành chính cấp xã trực thuộc, bao gồm thị trấn Tam Sơn (huyện lỵ) và 13 xã: Cao Phong, Đôn Nhân, Đồng Quế, Đồng Thịnh, Đức Bác, Hải Lựu, Lãng Công, Nhân Đạo, Phương Khoan, Quang Yên, Tân Lập, Tứ Yên, Yên Thạch.

## Lịch sử
Huyện Sông Lô được thành lập vào ngày 23 tháng 12 năm 2008 trên cơ sở tách thị trấn Tam Sơn và 16 xã: Bạch Lưu, Cao Phong, Đôn Nhân, Đồng Quế, Đồng Thịnh, Đức Bác, Hải Lựu, Lãng Công, Nhân Đạo, Nhạo Sơn, Như Thụy, Phương Khoan, Quang Yên, Tân Lập, Tứ Yên, Yên Thạch thuộc huyện Lập Thạch.
Sau khi thành lập, huyện có 15.031,77 ha diện tích tự nhiên và 93.984 người với 17 đơn vị hành chính trực thuộc, gồm 1 thị trấn và 16 xã nói trên.
Ngày 14 tháng 11 năm 2024, Ủy ban Thường vụ Quốc hội ban hành Nghị quyết về việc sắp xếp đơn vị hành chính cấp xã thuộc tỉnh Vĩnh Phúc giai đoạn 2023–2025 (nghị quyết có hiệu lực từ ngày 1 tháng 1 năm 2025). Theo đó:
- Sáp nhập 2 xã Nhạo Sơn và Như Thụy vào thị trấn Tam Sơn.
- Sáp nhập xã Bạch Lưu vào xã Hải Lựu.

Từ đó, huyện Sông Lô có 1 thị trấn và 13 xã như hiện nay.

## Văn hóa

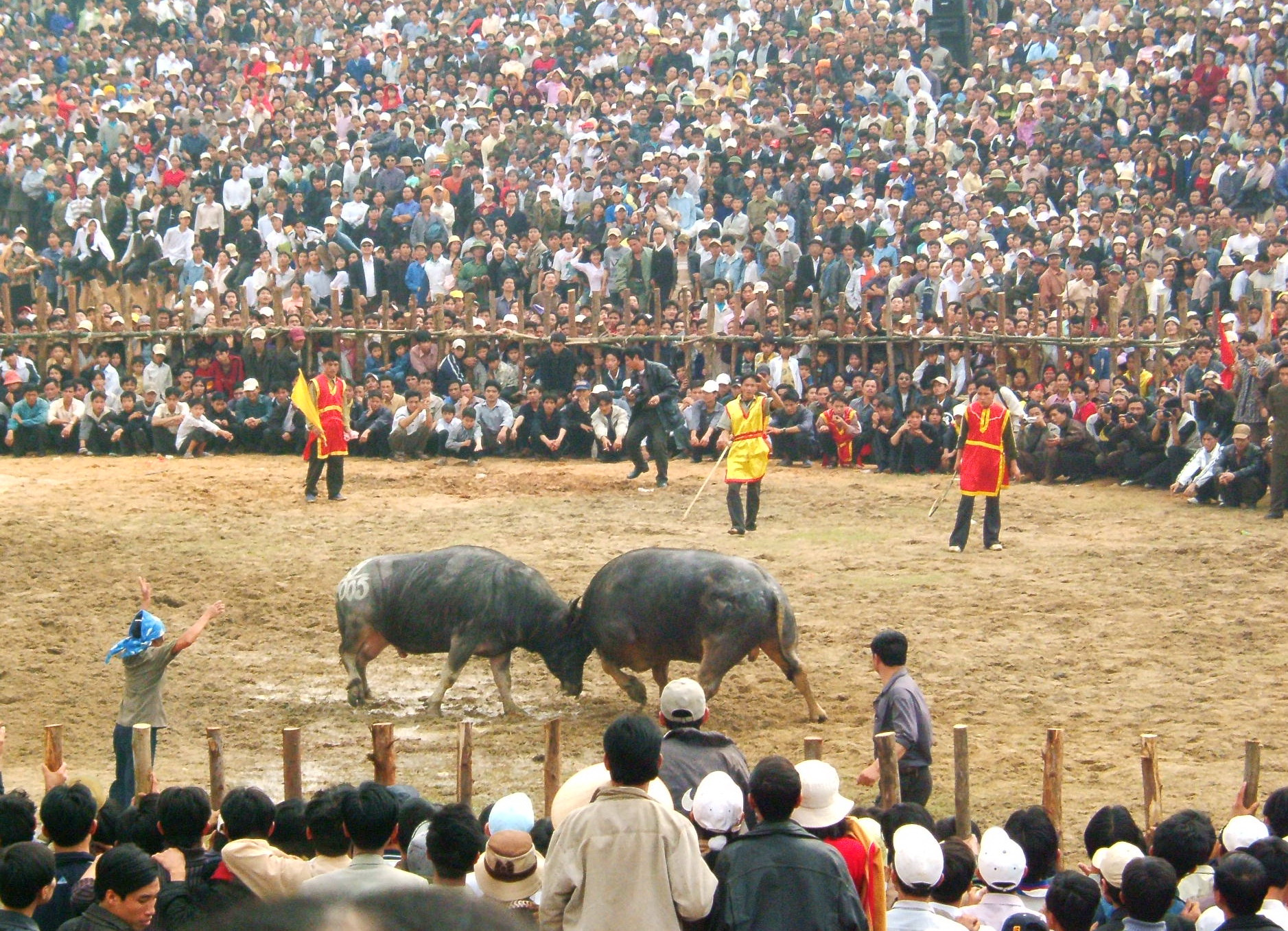
Lễ hội chọi trâu diễn ra thường niên tại xã Hải Lựu, huyện Sông Lô

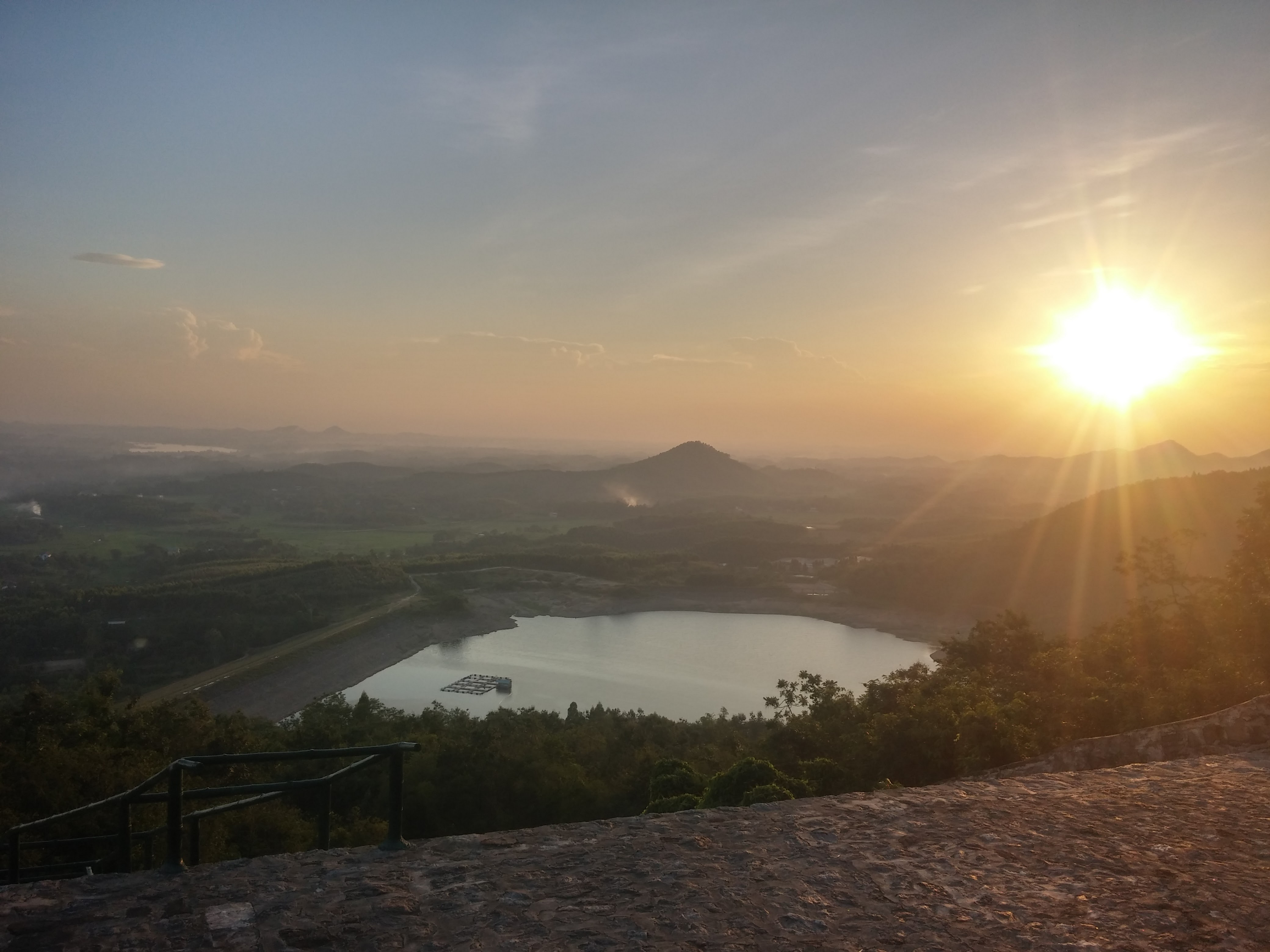
Thiền viện Trúc Lâm Tuệ Đức nhìn từ trên cao

Sông Lô là vùng đất cổ kính. Những di chỉ khảo cổ như hang động trên núi Thét ở xã Hồng Phong (nay là Hải Lựu) với nhiều mảnh gốm cổ của người nguyên thủy thời đồ đá cũ Sơn Vi, niên đại trên 2 vạn năm, cho thấy sự có mặt của cộng đồng cư dân tại đây là rất sớm. Lễ hội Chọi trâu Hải Lựu gắn với tích về vị anh hùng chống giặc ngoại xâm Lữ Gia. Bên cạnh những phong tục, lễ hội cổ sơ đó là những kiến trúc nổi tiếng như Tháp Bình Sơn.
Sông Lô có một số món ăn đã trở thành đặc sản, như món cá thính, còn gọi là cá muối chua, ngon nhất là cá thính thuộc xã Cao Phong và Đức Bác. Đây là loại sản phẩm đang được tỉnh Vĩnh Phúc bảo hộ nhãn hiệu thương mại. Cá được ướp thính ủ trong chum cho lên men chua tự nhiên trong nhiều tháng và được nướng lại trước khi ăn như một món ăn mặn, một món nhắm. Ngoài món cá thính nổi tiếng nói trên, cũng cần nhắc đến đặc sản gỏi cá mè của người Cao Lan xã Q uang Yên. Cá mè to được rửa, đánh sạch vảy, lọc 2 bên thịt lườn thái mỏng và chia làm hai phần, phần ăn sống kèm các loại lá gia vị như lá lốt, tía tô, xương xông, rau mùi, lá bồ công anh, rau rấp cá..., chấm nước sốt sánh làm từ lòng cá băm nhỏ, nước mẻ, tương, gừng, mỡ, dấm, quả dọc, tai chua, hành, cà chua v.v...; phần còn lại bóp thính với bột ngô rang và ăn cùng các loại lá gia vị, nước chấm kể trên. Phần đầu cá, đuôi và xương cá được ướp với tương, gừng, mắm, muối rồi kho mục làm món ăn mặn.

## Làng nghề
Sông Lô là huyện phía Tây Bắc tỉnh Vĩnh Phúc có địa hình trung du đồi núi thấp, một số xã đồng bằng có những thửa ruộng cách bậc theo khổ dài từ trăm mét có chỗ dài chỉ khoảng chục mét lại hình bậc rõ nét hình thành nên những chân ruộng cao, thấp, trũng khác nhau. Chính vì sự đa dạng của địa hình là điều kiện rất thuận lợi cho sự phát triển nông nghiệp, đa dạng về cơ cấu cây trồng, vật nuôi của huyện như lợn, bò, gà, ngô, lạc, đậu, cây ăn quả, lâu năm... làm đa dạng thêm phần nào trong bức tranh cơ cấu nền kinh tế ở một tỉnh công nghiệp đầy năng động. Các làng nghề trong huyện:
- Làng nghề chế tác đá Hải Lựu
- Nghề mây tre đan thôn Mới (Cao Phong)
- Nghề trồng hoa Khoái Thượng (Đức Bác)
- Làng nghề nuôi rắn Xóm Làng (Bạch Lưu)
- Nấu cao xương Phú Cường (Lãng Công)
- Nghề trồng hoa Khoái Trung (Đức Bác)
- Làng nghề nuôi rắn Hùng Mạnh (Bạch Lưu).